# Faxinalzinho
Faxinalzinho é um município brasileiro do estado do Rio Grande do Sul. Localiza-se na região intermediária de Passo Fundo e na região imediata de Erechim.

## História
Os primeiros a povoar o município vieram de Nonoai, no ano de 1916. Havia na cidade uma grande clareira, que fora chamada de Faxinal Grande, e havia uma clareira menor, chamada de Faxinalzinho. Esses primeiros povos usavam as clareiras como local de pastoreio.
Inicialmente a fonte de renda era a agricultura de subsistência, que fora melhorando conforme agricultores compraram terras e mecanizaram a produção. Com o movimento emancipacionista, em abril de 1988 houve um plebiscito na cidade, e no mês de maio, a cidade tornou-se emancipada de São Valentim.

## Geografia
O território atual do município é de 143,321 km², sendo 1,32 km² urbanizados, com 2.572 habitantes segundo estimativas de 2024. Situa-se a 430 km da capital Porto Alegre. O principal acesso é pela RS 487, que liga o município até Benjamin Constant do Sul e, posteriormente, até Erechim.
Situa-se na região intermediária de Passo Fundo e na região imediata de Erechim. Localizada na latitude 27º25'26" sul e na longitude 52º40'22" oeste, Faxinalzinho está a uma altitude de 694 metros.

## Demografia
Segundo o Censo 2022 dos 2.520 habitantes do município naquele ano, 1.293 se declararam homens, e 1.227 mulheres. Se declararam brancos 1.641 habitantes, 65 se declararam pretos, 514 se declararam pardos e 291 indígenas. Nenhum habitante se declarou indígena ou amarelo. No Censo 2010, 2.203 pessoas se declararam católicos apostólicos romanos. 353 se declararam evangélicas e 12 sem religião.

## Educação
O município possui uma taxa de escolarização dos 6 aos 14 anos de 96,4%, com 244 matrículas no ensino fundamental, em três estabelecimentos de ensino, com 24 docentes. Já o ensino médio conta com 55 alunos matriculados em um estabelecimento de ensino com 15 docentes.